# 李惠堂
李惠堂（1905年10月16日—1979年7月4日），字光梁，號魯衛，籍貫廣東五華縣，中華民國少將軍銜，李惠堂是公認之中國足球球王，帶領中國參加1936年柏林奧運足球賽，於第六、第七、第九及第十屆的遠東運動會也是冠軍隊成員。20世紀30年代上海流傳：「看戲要看梅蘭芳，看球要看李惠堂。」
1950年代，李惠堂退休轉任教練，繼續於香港和台灣兩地從事推廣足球活動。戰後定居於香港的李惠堂，經常客居台灣並帶動當地足球風氣。1954年與1958年兩屆亞洲運動會中，他亦以教練身分率領中華民國代表隊於決賽擊敗韓國，連奪兩屆足球金牌。除此，他晚年協助創建的木蘭女子足球隊，亦於1970年代末期與1980年代初期雄冠亞洲。

## 生平

### 嶄露頭角
李惠堂為1905年出生於香港大坑村的粵籍客家人，其父是香港20世紀初建築巨商連生建材公司創辦人李浩如，有妻子24人，子女60多人，李惠堂排行第三，上有兩位姊姊，在男丁中排行最長，母親是陳瓊笙，廣東香山（今中山市）人。
李惠堂小时因身体孱弱，爱在大坑村的草地利用踢足球来锻炼身体。1917年，以優異成績考入皇仁書院接受西式中學教育，仍繼續參與校內足球活動。只讀了兩年，於1919年就輟學在家協助父親處理業務。
1922年南華體育會舉辦「夏令營杯」足球賽中，17歲的李惠堂參加大坑村童子會足球隊，展現了高超足球技巧，帶領球隊獲得冠軍。擔任前鋒的他因入球數字驚人，賽後即被吸納為香港南華足球隊隊員，加入南華乙組隊，因年輕經驗淺，被分配到實力最弱的乙組乙隊。經過勤學苦練，翌年晉升南華乙組甲隊，更獲派兩次在甲組比賽露面。
1923年李惠堂第一次入選中國足球隊參加在日本大阪舉行的第六屆遠東運動會，李惠堂在決賽對日本的賽事中取得入球，而中國隊亦順利獲得冠軍。同年8月，李惠堂入選以南華為主的國家隊遠赴澳洲，首场对澳洲冠軍新南威爾士隊，開場僅10多分鐘，李惠堂就梅開二度，接著更大演帽子戲法，最後比賽以3－3平局，國家隊在24場比賽中的成績為8勝7平9負，入球63個，半數由李惠堂射入。

### 中國球王
1925年李惠堂到上海擔任復旦大學體育主任，加盟樂群隊，翌年樂群隊改組成樂華隊，李惠堂任隊長，其成員主要來自聖約翰、交通、滬江、復旦、暨南等幾所負有盛名的大學選手，參加「史考托杯」足球賽，扭轉上海球壇一向由外國人球隊雄霸的局面，以4－1的懸殊比分一舉擊敗蟬聯9屆冠軍的英國獵克斯隊，首開上海華人足球隊擊敗外國球隊的紀錄，第二年更囊括上海球界三個最高錦標：西聯會甲組冠軍、高級杯冠軍、中華足聯甲組冠軍。
同年5月，第七屆遠東運動會於菲律賓首都馬尼拉舉行，擁有包括李惠堂等多位名將的中華民國足球隊，一路挺進決賽，在與菲律賓對決中，李惠堂演出帽子戲法，協助中華民國以5－1懸殊比數獲得該屆冠軍。事實上，以他為隊長的中華民國足球隊於稍後的第九、十屆，均獲足球賽事金牌。其中在1934年的遠東運動會的足球決賽中，29歲的李惠堂更踢進關鍵一球，使中華民國以4－3擊敗日本。也因為他的球技超卓，1930年代上海有句流行語說「看戲要看梅蘭芳，看球要看李惠堂」，自此中國足球球王李惠堂的別號不脛而走。
除了代表中華民國於國際賽事屢創佳績外，他對於推廣足球風氣也極為熱心。1929年，他以兼任復旦大學體育教練與中國足球協會主要成員身分，提出「足球即國球」的概念。根源於此概念，他在許多場公開演講中，不但指出足球可以促進中國體育風氣，也認為中國人的體型絕對適合於發展足球的這項世界主流運動；而在率領復旦大學球隊期間，於南京比賽時也發掘了綽號「小黑炭」的知名中衛陳鎮和。1931年李惠堂重投南華，擔任隊長。1931年秋天,他攜家眷前往印尼雅加達,參與足球賽事，至1934年才返回香港，在印尼期間,帶動了該地的足球發展。
1936年柏林奧運會，李惠堂為隊長身分帶領中華民國足球隊以亞洲第一的身分進入會內賽，由於當時政府財困难（向国民政府申请的22万元专用款，只有17万到帐），足球隊提前兩個多月乘法國郵輪出國，一路打比賽籌措經費，先後在越南、新加坡、印尼、马来西亚、缅甸和印度等6个亚洲国家打了27場，胜24场平3场，掙得20多萬港元，其中半數更被政府充作其他運動隊赴奧運會的經費。6月26日奥运代表团乘意大利邮轮从上海招商局码头启航，經香港、孟買、威尼斯，7月23日到達柏林。在8月6日下午對英國的首輪淘汰賽中，上半場打成零比零平手，下半場連失兩球，以0－2落敗。由於李惠堂的表現出色，獲得英格蘭與法國職業球會垂青，不過一旦成為職業球員便喪失參加奧運足球賽資格，故此遭李惠堂婉拒。

### 抗日戰爭
1940年－1950年期間，接踵而至的抗日战争與國共內戰，不但讓中國足球發展停滯不前，也讓李惠堂的足球球員生涯受到嚴重影響。1940年戰事影響，他從上海轉往香港，而1941年香港日據時期後，李惠堂再避難至廣東。不過於此期間，仍積極參與推廣足球活動，但先拒絕了為日本人踢球，後又再拒絕在汪精卫政府任職，體現民族氣節，並在大後方開始「體育救國」的歷程，巡環重慶、成都、自貢、昆明作表演賽和義賽，籌集資金救濟戰孤、支援難民，為抗戰募捐出賽達138場，在重慶國民政府還擔任了青年軍體育委員會常委兼體育總教官，授少將軍銜。1945年二戰結束，李惠堂返回香港球壇，因中國時局仍頗為混亂，李惠堂只能帶領香港南華足球隊轉往東南亞比賽，也獲得十連勝的佳績。回港後李惠堂又參加了華協華聯對足總西聯的督憲盃足球比賽，年已四十多歲的他接連攻入數球，結果華聯隊以4－2擊敗西聯隊，這場比賽也成了他的告別賽。
1948年，43歲的李惠堂宣告掛靴退休，並在香港創立華人足球裁判委員會。此後定居香港的他轉任華協教練及球會教練、並從事寫作及電台足球評判員、報刊等媒體工作。

### 國家隊教練
1948年倫敦奧運中國足球隊隊由李惠堂出任教練，為自籌經費，球隊又須提前三個月出國，先後在菲律賓、泰國等地進行了35場比賽。到倫敦後，大會把中國隊分在丙組，8月2日首場對壘土耳其的賽事中，以0－4的懸殊比數提前打道回國。
中华人民共和国成立，贺龙曾邀请李惠堂做中国国家队主教练，被效忠中華民國的他斷言拒絕。
1950年，國共內戰失利的中華民國政府遷至台灣，支持中華民國的李惠堂與中華民國政府體育界兩者之間有許多互動，對於台灣足球界也有相當多關注與指導。加上他與同為足球運動愛好者蔣緯國與鄭為元兩位中華民國政界名人的共同合作下，足球運動成為1970年代之前台灣的最興盛運動。
1954年，第二屆亞洲運動會於馬尼拉舉行，已定居香港的李惠堂特別允諾出任中華民國足球代表隊教練，並且帶來多名香港球員名腳如姚卓然、莫振華等助陣，組成了香港球員為主，台灣球員為輔的「港台聯隊」。中華民國代表隊，在預賽中以3－2勝越南、半準決賽4－0大勝菲律賓、準決賽4－2勝印尼，到了決賽，李惠堂更帶領球隊以5－2輕取韓國，獲得該屆亞運會上，中華民國唯一團體金牌，代表隊另一面金牌是楊傳廣在田徑場上摘下的男子十項全能。
四年後，1958年東京亞運會會場上，他繼續擔任中華民國足球代表隊總教練，帶領全香港球員組成的球隊。在接連幾天的賽事進行中，中華隊以連勝四場；共踢進八球僅失兩球的完美成績挺進決賽。到了最後總決賽，中華民國更在10人應戰的情況下，於加時賽憑黃志強一頭破網，以3－2打敗韓國，衛冕足球項目金牌。

### 晚年生活
1960年代之後，因為中華民國與中華人民共和國的在奧運會籍糾紛，中華隊無法參加各項國際足球賽事，加上1970年代之後，港英政府不让香港选手代表中华台北足球代表队名义出赛；加上在台灣的棒球逐漸興盛，李惠堂於是漸漸減少對於在台灣的足球運動推廣的相關工作。不過即使如此，他仍於應台灣銘傳商專（今銘傳大學）校方之邀，擔任該女子學校之足球隊教練。由「銘傳女子足球隊」主力球員組成台灣木蘭女子足球隊在1970年代末期與1980年代的女子足球球壇上，取得耀眼的成績。
1979年7月4日，李惠堂病逝香港，享壽74歲。時任中華民國總統蔣經國特題「貞固垂範」作輓額，並在台北舉行了高規格的追悼會，親臨致祭。中华民国政府在同年九月，還在全台灣舉辦「李惠堂盃」足球比賽，為期十天，有四十多支男女球隊參加。這項紀念李惠堂的活動以後成了每年一度的足球盛事，直至1993年才停辦。

## 軼事
1929年，中華民國足球隊訪問荷屬東印度，在雅加達出戰巴城聯隊，李惠堂主踢自由球，一位荷蘭球員用頭擋李惠堂的射門後，當場暈倒，經過廿六小時後才甦醒過來。
1931年2月，李惠堂隨南華隊遠征安南，在西貢與越南國家足球隊比賽，隊友譚江柏與對方後衛大打出手，有當地觀眾衝落球場，其中一名觀眾企圖用木屐襲擊李惠堂，李惠堂轉身起腳踢中該觀眾下顎，此人留醫一個月後不治。李惠堂曾在1948年11月20日出版的《大公報》「球經釋疑」專欄談及此事，對此引為終身憾事。
根據李惠堂幼子李炳德在《香港十大名將》一書中描述，其父李惠堂生前非常喜歡飲可樂，每天都幾乎是一支接一支地飲個不停。
因為他反共及支持中華民國政府，1949年在中國大陸成立的中華人民共和國，並沒在體育文獻史料中提及李惠堂的相關賽事或歷史事跡，直至九十年代初，為了宣傳北京亞運，廣泛報道中國人參加國際賽事的歷史，中國大陸才開始宣傳李惠堂的事蹟。家鄉五華近年更復修他的故居及興建球王博物館、和球王文化廣場。
總的來說，李惠堂不但普被視為1930年代中國足球的足球名將，也是推動中國、甚至亞洲足球運動的功臣之一。而這些貢獻可從他所著《球圃菜根集》、《雜果盤》、《足球裁判》等書籍中得悉。他在60歲壽誕上，寫下自己與足球結緣一生的詩作：「憂樂常關天下情，媿無建樹以球鳴，一腔肝膽存人熱，半世風塵為國爭，拔幟豈曾功在漢，潔身遑計利和名，逢辰笑酌延齡酒，許共賢流致太平」。

### 著作一覽
- 《足球經》
- 《球圃菜根集》
- 《足球技術》
- 《足球規則詮釋》
- 《雜果盤》
- 《香港足球五十年》
- 《足球登龍術》
- 《足球讀本》
- 《魯衛吟草》
- 《南游散記》

## 家庭
元配廖月英，育有四名兒子：李煒德、李育德、李炯德、李炳德，兩名女兒：珊珊、盈盈，另外妾侍育有一子一女，名叫李敬德、李怡怡。其中次子李育德、幼子李炳德都曾經是甲組球員，分別代表過香港足球代表隊及中華民國國家足球隊，女兒李珊珊則曾經入選香港女子籃球代表隊。
侄子：李達宏

## 相關文獻
- 《李惠堂先生紀念集》
- 《球王李惠堂與中國足球》，汪清澄
- 《李惠堂的足球王國》，鄭懿瀛
- 文建會，[]
- 《木蘭女子足球隊》，東森新聞報
- 《李惠堂小傳》，關國煊，載《傳記文學》 35:3
- 李爾康，「傳記文學」第四十五卷第二期， （页面存档备份，存于）
- 《前传，中国人的奥运梦想，球国春秋》凤凰网，维柴动力凤凰大视野 （页面存档备份，存于）
- 《香港十大名將》青森文化，賴文輝著，2013，ISBN 978-988-82232-5-1
- 《簡明香港足球史》三聯書店，賴文輝著，2018，ISBN 978-962-04430-8-4
- 潘惠蓮，約訪李惠堂幼子李炳德請教二事 （页面存档备份，存于）。「水橫舟」網誌，2019年9月25日
- 《香港足球總會百周年球星選舉紀念特刊》